# Linx

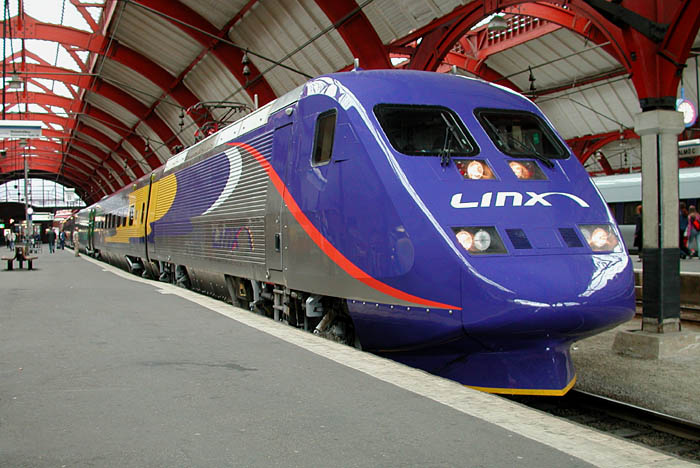
Egy Linx vonat

A Linx vasúti személyszállító részvénytársaság volt 2001 és 2004 között, melyet a Norvég Államvasutak (NSB) és a Svéd Államvasutak (SJ AB) hozott létre 2001 januárjában, nagysebességű összeköttetést létesítve a svéd, norvég és dán főváros alkotta régióban.
Kezdetben a Linx az SJ X2000 típusú vonatokat üzemeltette a Göteborg–Malmö–Koppenhága útvonalon, az Øresund hídon keresztül. Naponta három pár vonat közlekedett az említett útvonalon, de később ezt ötre növelték. Új szolgáltatást vezettek be Oslo és Göteborg között 2002 januárjában, valamint Oslo–Karlstad–Stockholm útvonalon 2002 áprilisában. A társaság 2004-ben megszűnt.